# Ophiotuba
Ophiotuba, en ocasiones erróneamente denominado Arophiotubum, es un género de foraminífero bentónico de la familia Lagynidae, del suborden Allogromiina y del orden Allogromiida. Su especie tipo es Ophiotuba gelatinosa. Su rango cronoestratigráfico abarca el Holoceno.

## Clasificación
Ophiotuba incluye a la siguiente especie:
- Ophiotuba gelatinosa